# Sociedade das Ciências Médicas de Lisboa

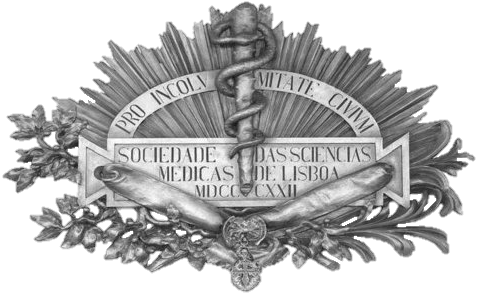
Sociedade das Ciências Médicas de Lisboa

A Sociedade das Ciências Médicas de Lisboa GCSE • MHC é uma instituição científica dos  profissionais da Medicina, de carácter académico.

## História
Foi fundada em Lisboa, a 1 de Dezembro de 1822, tendo por finalidade contribuir para o aperfeiçoamento dos conhecimentos médicos em todos os ramos, nos seus aspectos teóricos e aplicados, de carácter individual, colectivo e social. Com esse objectivo, a SCML organiza reuniões científicas, conferências e de cursos especializados destinados aos seus sócios e aos profissionais da saúde em geral, publica o Jornal da Sociedade das Ciências Médicas de Lisboa, um periódico científico, e mantém um conjunto de actividades destinadas ao apoio à actividade científica na área médica, à colaboração com entidades congéneres e ao desenvolvimento do intercâmbio cultural e científico entre pessoas interessadas em Medicina.
A 28 de Novembro de 1925, foi agraciada com o grau de Grã-Cruz da Ordem Militar de Sant'Iago da Espada. A 22 de junho de 2022, foi agraciada com o grau de Membro-Honorário da Ordem Militar de Cristo.